# Циріл Метод Кох
Циріл Метод Кох (словен. Ciril Metod Koch; 31 березня 1867 - 6 травня 1925) — словенський архітектор. Разом з Максом Фабіані він запровадив стиль Віденської сецесії (тип модерну) на словенських землях.

## Біографія
Циріл Метод Кох народився в Крані, на той час в складі герцогства Карніола в Австро-Угорській імперії, нині в Словенії. Відвідував початкову школу в Любляні, а після закінчення середньої школи в Любляні навчався в Технічному коледжі в Ґраці та в спеціальній архітектурній школі в Академії образотворчих мистецтв у Відні. У 1893 році він влаштувався на роботу в міське містобудівне управління Любляни, де попрацював майже тридцять років. Він став відомим після Люблянського землетрусу, коли реконструював кілька будівель у стилі Віденської сецесії.
У період з 1895 по 1910 рік він проектував численні будівлі в Любляні, Целє, Радовлиці, Опатії, Бохіні та Штернберку.
Він був керівником будівництва Драконового мосту, брав участь у багатьох регуляторних заходах у місті та складав карту Любляни.
Для Коха характерне використання вільних ліній, фантазія при обробці деталей, особливо в сучасних будівлях. Він використовував геометричне, рослинне та фігурне оздоблення. Його стиль можна охарактеризувати як еклектичний, оскільки він намагався знайти зв’язок між старими, історичними стилями та сучасними тенденціями модерну.
Помер у Любляні.

## Галерея
Архітектура в центрі Любляни за проектом Циріла Метода Коха

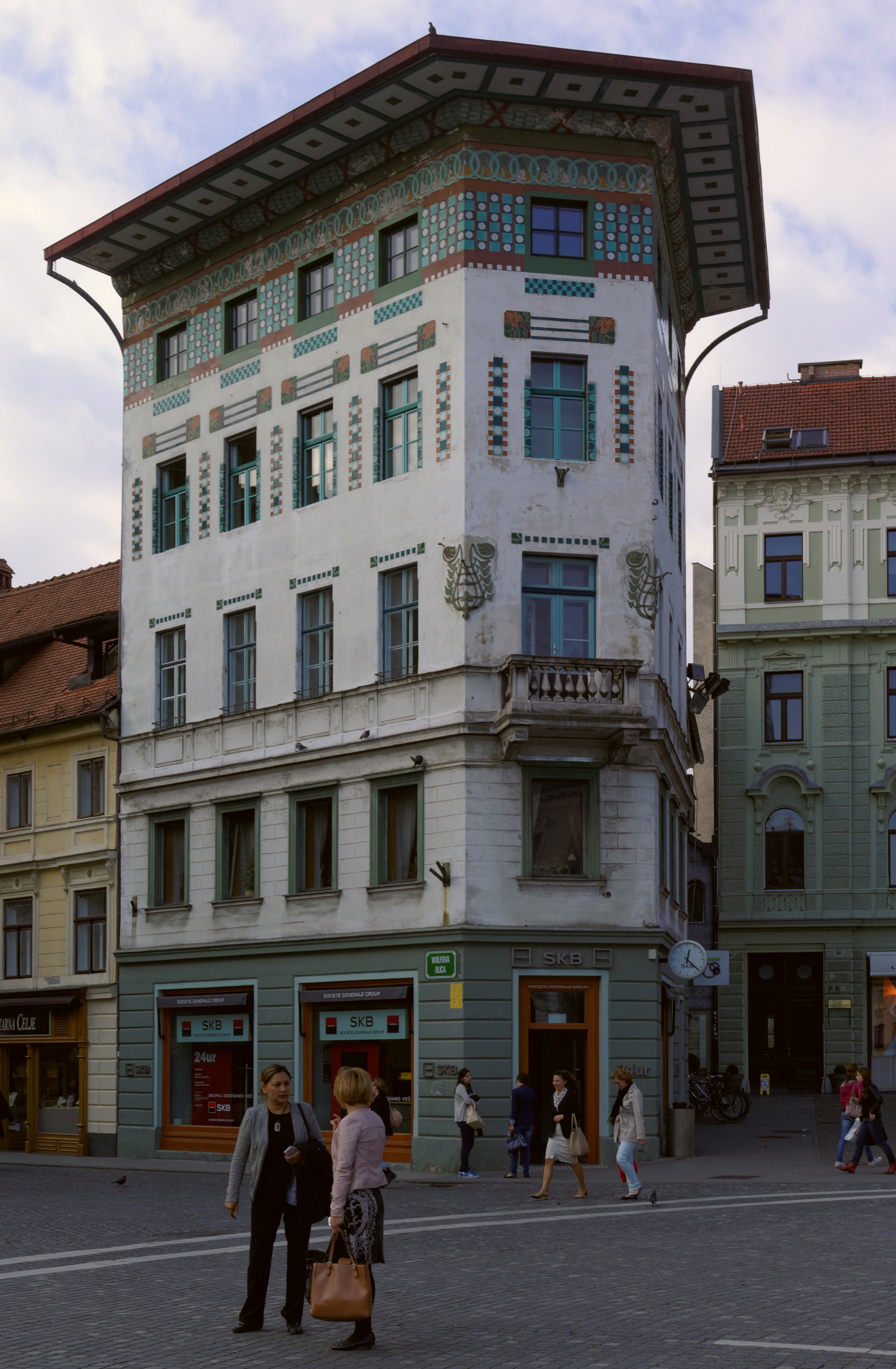
Будівля Гауптмана (словен. Hauptmannova hiša), Маленький хмарочос (Mali nebotičnik), в Любляні на Площі Прешерена, відремонтований у стилі Віденська сецесія Кохом у 1904 р.
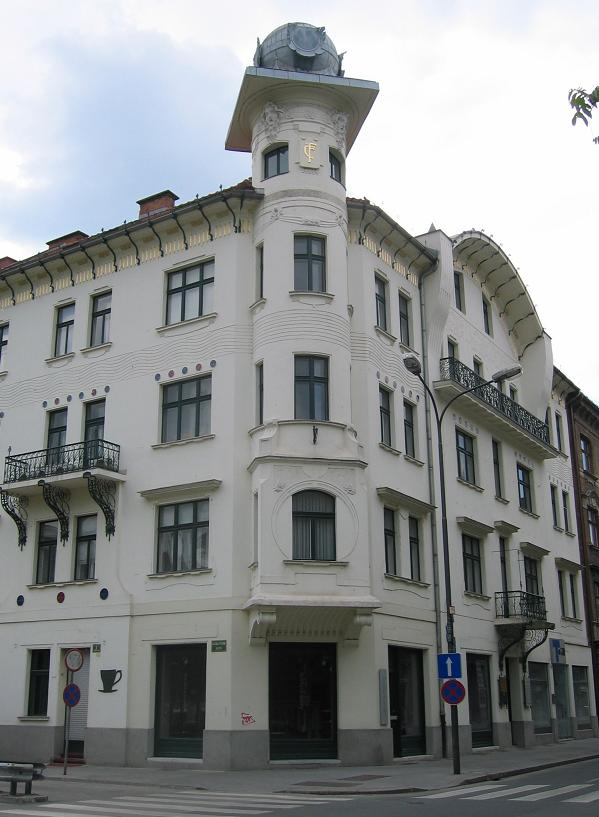
Будівля Чудена (словен. Čudnova hiša) (1901)
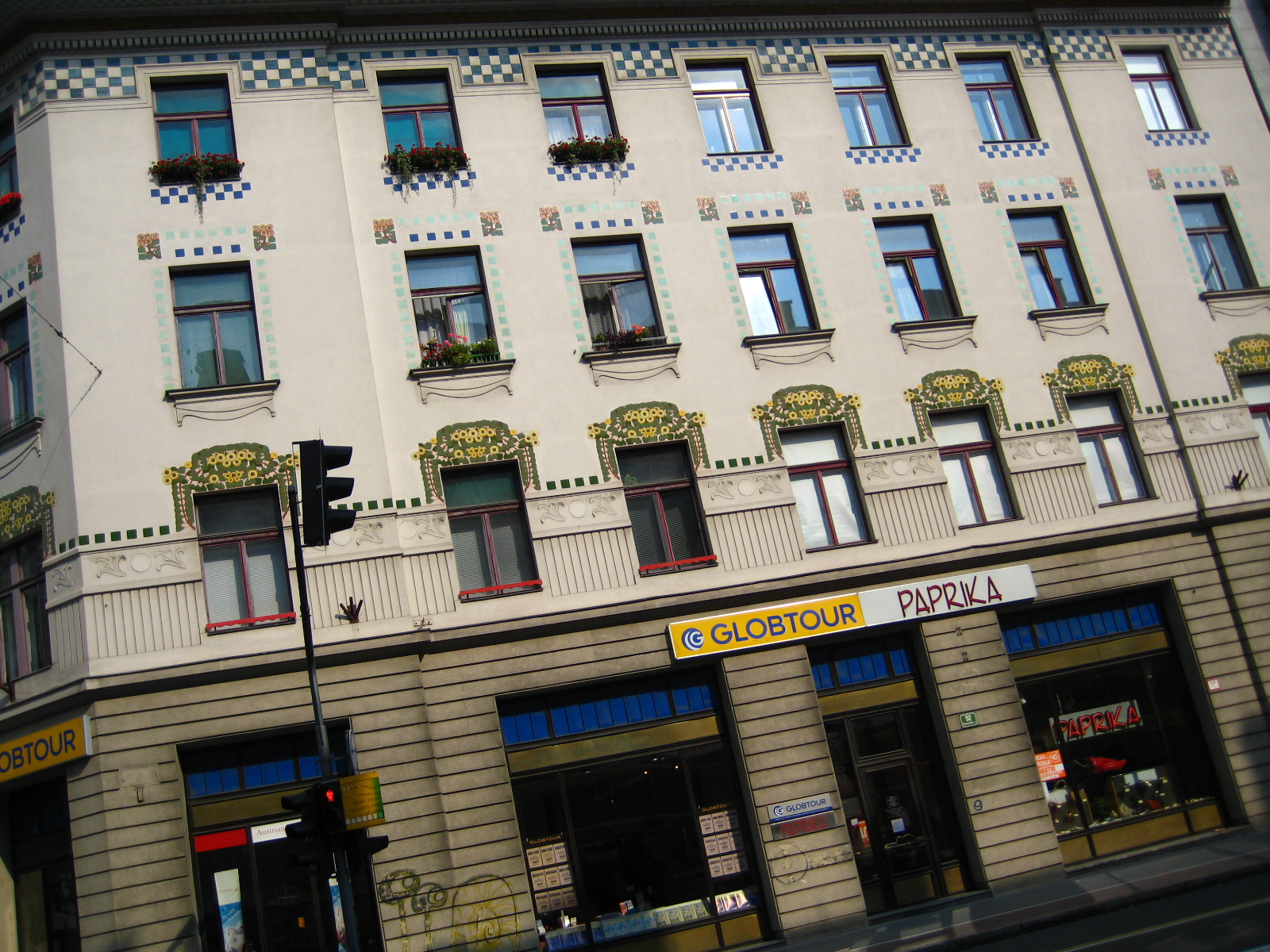
Банк позик фермерів (словен. Kmečka posojilnica) (1906–07)
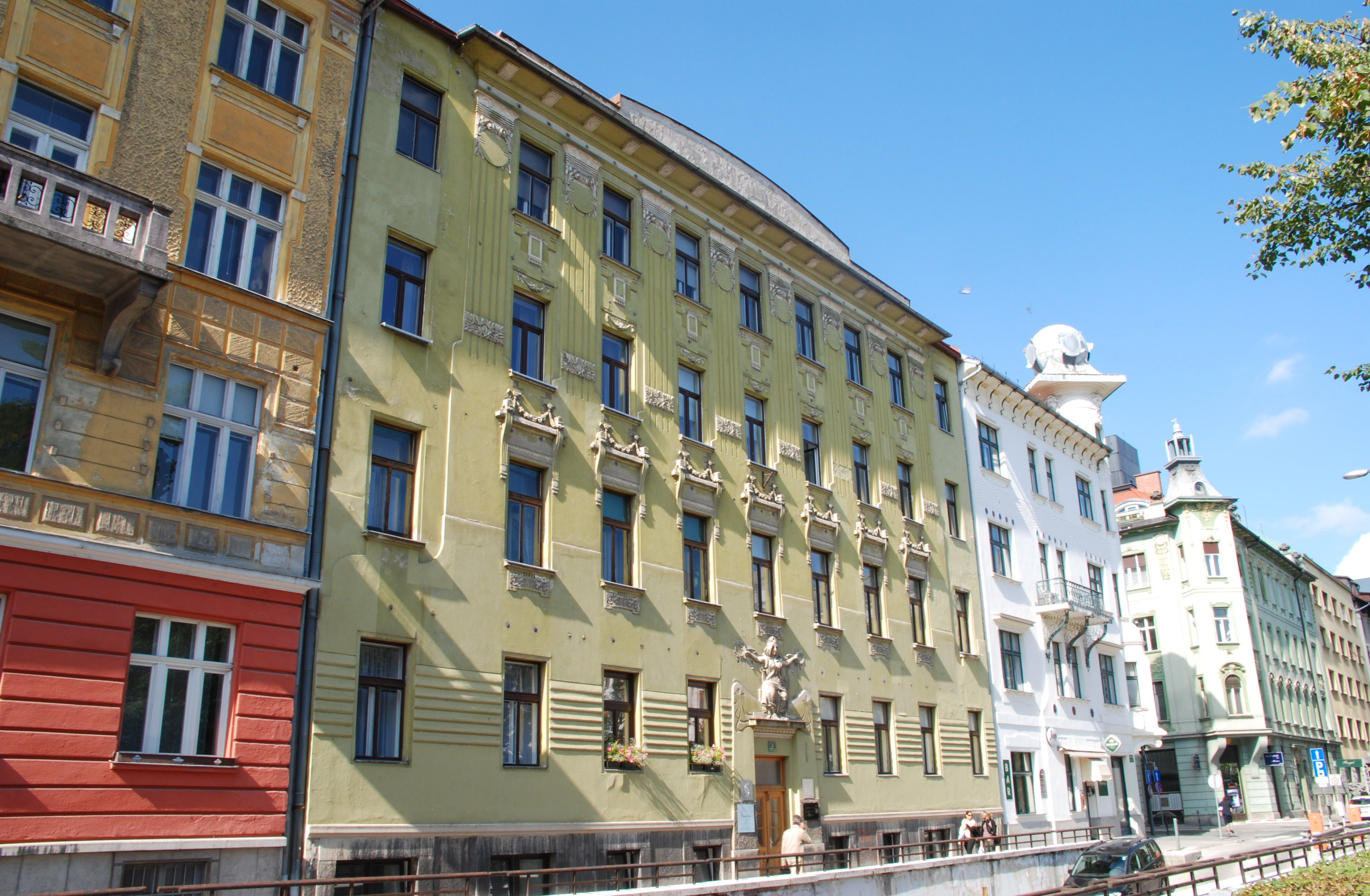
Будинки на Вулиці Сігале (словен. Cigaletova ulica) (1902, 1906)